# Université en Lettonie
La liste des universités en Lettonie comprend les établissements suivants (selon la loi sur les établissements d'éducation supérieure) :
- université de Daugavpils
- université d'Agriculture de Lettonie
- université de Liepāja (ancienne école supérieure pédagogique)
- université Stradiņš de Riga (ancienne académie médicale de Lettonie)
- université technique de Riga
- université de Lettonie

Les universités nationales :
- Académie lettone d'éducation sportive (en)
- Académie maritime lettone (en)
- Académie de défense nationale de Lettonie (en)
- Académie de technologie de Rēzekne (en)
- Collège universitaire de Ventspils (en)
- Université des sciences appliquées de Vidzeme (en)

Les établissements d'enseignement supérieur :
- Académie internationale balte
- École supérieure d'économie et de culture (lv)
- Institut des Transports et des Télécommunications
- École supérieure de gestion et des systèmes d'information
- École supérieure de droit de Riga (en)
- École internationale d'économie et d'administration des affaires de Riga (lv)
- Université Turība (en)
- École supérieure d'économie et de culture (lv)
- École internationale de psychologie pratique (lv)
- Académie chrétienne lettone (lv)
- Académie Luther (lv)
- Institut aéronautique de Riga (lv)
- École supérieure de droit de Riga (en)
- École des technologies sociales (lv)
- École d'économie de Stockholm à Riga (en)